# L. Michelet & Co.

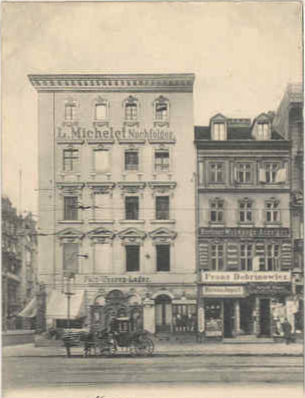
Pelz-Waaren-Lager L. Michelet Nachfolger, Jerusalemer Straße

L. Michelet & Co., gegründet 1804, galt 100 Jahre später als das älteste und größte Pelzmodellhaus Berlins. Das Ladenlokal mit der Kürschnerwerkstatt befand sich in der Jerusalemer Straße 35 Ecke Leipziger Straße, bevor sich das Unternehmen auf ein Etagengeschäft in Berlin-Mitte auf der Leipziger Straße 83 zurückzog.
Die Inhaber Louis Michelet und sein Sohn Paul Michelet waren außerdem als Kommunalpolitiker aktiv.

## Allgemein
Erst um die Mitte des 19. Jahrhunderts wurde es beim Kürschner Sitte, „Herrenpelze, Damenpelze und überhaupt feine Gegenstände fertig zu führen und das Ladengeschäft auszudehnen“. Bis dahin hielt man nur wenig Ware vorrätig, wie Muffe, Pelzkragen und Mützen und beschäftigte sich ansonsten mit Reparaturen und der Pelzaufbewahrung für Kunden während der warmen Jahreszeit. Mit der Erfindung der Pelznähmaschine Ende des 19. Jahrhunderts und dem gleichzeitigen Aufkommen einer Pelzmode, bei der das Fell mit dem Haar nach außen getragen wurde, entwickelte sich das Kürschnerhandwerk in ganz außerordentlicher Weise.
Hatte die Berliner Kürschnerinnung 1850 noch 34 Mitglieder, so waren es, zusammen mit Michelet, 1853 bereits 63. Noch Ende des 19. Jahrhunderts gab es, bis auf Herpich, Brass und Michelet, keine eigentlichen Ladengeschäfte der Kürschner in Berlin. Mit Beginn des 20. Jahrhunderts entstanden in den Innenstädten, teils exklusive, Pelzgeschäfte. Die Ladenmieten in der Laufgegend stiegen rapide an, viele Kürschner eröffneten in den Nebenstraßen und ein anderer Zweig der Pelzbranche entwickelte sich recht kräftig, das Etagengeschäft.
Verschiedene Träger des Namens Michelet waren in Berlin schon länger im Handel hochwertiger Produkte aktiv, beispielsweise Louis Michelet (1775–1841), Inhaber der Seidenfabrik Girard & Michelet.

## Firmengeschichte
1934 hieß es in einer Fachzeitschrift: „Leipziger und Friedrichstraße galten immer als Eldorado des Kürschnermeisters. Bevor der Zug nach dem »Westen« viele Brancheangehörige in die große Verkehrsstraße lockte, waren es einzig und allein die beiden Straßen im Zentrum Berlins, die für den Detailleur von Bedeutung schienen. Das älteste und größte Geschäft der Reichshauptstadt, vor 100 Jahren von Louis Michelet gegründet, befand sich Ecke Jerusalemer und Leipziger Straße. […] Vor etwa vierzig Jahren wurde die Leipziger Straße als Geschäftsstraße entdeckt.“
Der Rauchwarenhändler Philipp Manes bemerkte für Berlin: „Es ist eigenartig, daß wir in der Reichshauptstadt repräsentable Pelzgeschäfte außer Herpich – die einzige Firma, die ein Alter von 100 Jahren erreicht hat und Carl Salbach – der 50 Jahre besteht, nicht haben. – Michelet in der Leipzigerstraße besteht nicht mehr, weil die Neffen des alten Inhabers, des Stadtverordnetenvorstehers Paul Michelet, den ich einst zu seinem 90. Geburtstage interviewte, die Firma nicht halten konnten“.
In den Berliner Adressbüchern scheint das Unternehmen erstmals 1843 auffindbar zu sein, als „Michelet, Kürschner, E.“ auf der „Jerusalemerstraße 35“. Zwei Jahre später findet sich unter derselben Adresse, Schinkenbrücken-Bezirk, ein Eintrag „Hr. Michelet, P. Louis, vorm. Otto u. Sohn (Hof.)“.
Louis Paul Michelet (1805–1870) übernahm die, laut Zeitungsanzeige jedoch schon seit 1904 bestehende, Pelzhandlung mit Kürschnerei. Louis Paul war nicht nur ein erfolgreicher Pelzwarenfabrikant, sondern auch ein engagierter Kommunalpolitiker. Mehr als 24 Jahre hatte er die Funktion eines Bezirksvorstehers inne. Sein Sohn Paul Michelet (* 1835 in Berlin; † 1926) betrieb nach dem Besuch der Handelsschule und Ausbildungsjahren im väterlichen Betrieb, aber auch Auslandsbeschäftigungen in London und Paris, das väterliche Pelzgeschäft erfolgreich weiter. Schon 1861 wurde er Mitinhaber des Familienunternehmens auf der Jerusalemer Straße 35, das er in eine Etage auf der Leipziger Straße verlegte. Nach dem Tod seines Vaters übernahm er die Geschäftsführung und gab sie erst 1899 aus den Händen. Er avancierte zum Hoflieferanten am preußischen Hof.
Im Katalog einer Ausstellung des Kunsthistorikers Roland März hieß es rückblickend: „Die Berliner Straßendirne ging auffällig »á la mode« eingekleidet, »in mustergültigen Ausführungen« bei L. Michelet & Co. und anderswo“.
Wie sein Vater wandte sich Paul Michelet neben seiner Geschäftstätigkeit der Berliner Kommunalpolitik zu. Er gehörte der Generaldirektion der Waisenverwaltung der französischen Kolonie an, wurde 1873 Bezirksvorsteher, 1887 erstmals Stadtverordneter und später Vorsteher der Stadtverordnetenversammlung. Ab 1899 widmete er sich ausschließlich seinen ehrenamtlichen Aufgaben. Anlässlich des 25-jährigen Dienstjubiläums wurde ihm am 20. Januar 1914 die Ehrenbürgerschaft der Stadt Berlin verliehen. Seine Wohnung hatte er in Tiergarten-Süd, direkt am Landwehrkanal, am Schöneberger Ufer 21.
Erst 1899 gab Paul Michelet die Geschäftsführung an seine Neffen weiter. Diese konnten die Firma jedoch nicht dauerhaft aufrechterhalten. Im Jahr 1912 waren die Kaufleute Louis Michelet, Trautenaustraße 11, und Willy Michelet Firmenteilhaber. Im Jahr 1928 war die Adresse Michelet & Co, Leipziger Straße 83, mindestens fünf weitere Kürschnereien befanden sich auf der Straße.

„Die Pelzmode im Berliner Leben“, Katalog L. Michelet & Co., 1913
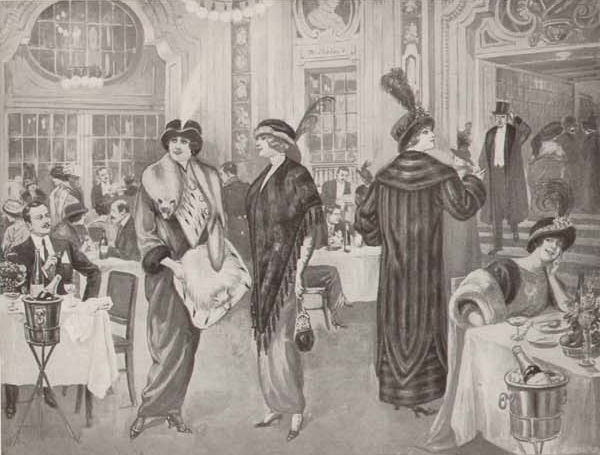
„Kempinski, Cadiner Saal“
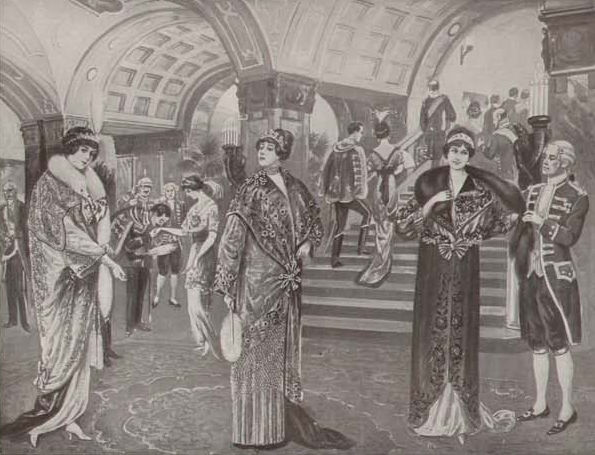
„Gesandtschaftsball“
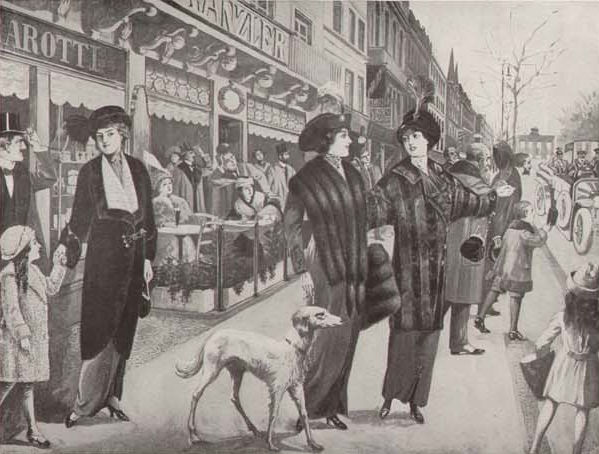
„Kranzler-Ecke“
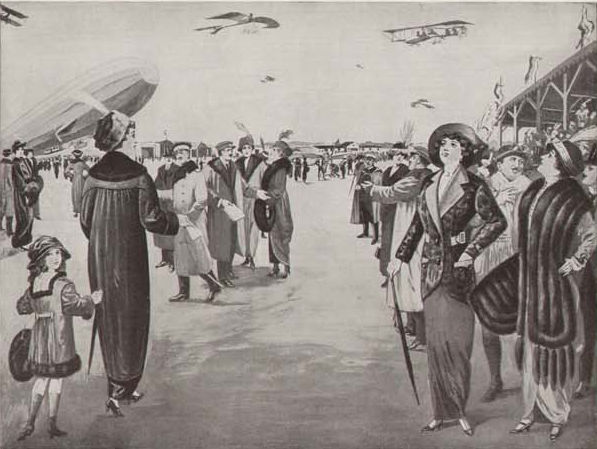
„Flughafen Johannesthal“